# Gazprom Hungarian Open 2018
Gazprom Hungarian Open 2018 byl tenisový turnaj pořádaný jako součást mužského okruhu ATP World Tour, který se odehrával v areálu Nemzeti Edzés Központ na otevřených antukových dvorcích. Probíhal mezi 23. až 29. dubnem 2018 v maďarské metropoli Budapešti jako druhý ročník turnaje. 
Turnaj s rozpočtem 561 345 eur patřil do kategorie ATP World Tour 250. Nejvýše nasazeným hráčem ve dvouhře se stal jedenáctý tenista světa a obhájce titulu Lucas Pouille z Francie. Jako poslední přímý účastník do hlavní singlové soutěže nastoupil ruský 95. hráč žebříčku Michail Južnyj.
Premiérový titul na okruhu ATP Tour získal vítězstvím ve dvouhře Ital Marco Cecchinato, který v předchozí kariéře postoupil na túře ATP jen do jediného čtvrtfinále. Od zavedení okruhu ATP v roce 1990 se stal sedmým vítězem hrajícím z pozice šťastného poraženého. Deblovou soutěž ovládl britsko-chorvatský pár Dominic Inglot a Franko Škugor, jehož členové odeh ráli první společný turnaj v kariéře.

## Rozdělení bodů
| Soutěž  | vítězové | finalisté | semifinalisté | čtvrtfinalisté | 16 v kole | 32 v kole | Q  | Q2 | Q1 |
| ------- | -------- | --------- | ------------- | -------------- | --------- | --------- | -- | -- | -- |
| dvouhra | 250      | 150       | 90            | 45             | 20        | 0         | 12 | 6  | 0  |
| čtyřhra | 250      | 150       | 90            | 45             | 0         | —         | —  | —  | —  |

### Finanční odměny
| Soutěž                              | vítězové | finalisté | semifinalisté | čtvrtfinalisté | 16 v kole | 32 v kole | Q2     | Q1     |
| ----------------------------------- | -------- | --------- | ------------- | -------------- | --------- | --------- | ------ | ------ |
| dvouhra                             | €89 435  | €47 105   | €25 515       | €14 535        | €8 565    | €5 075    | €2 285 | €1 145 |
| čtyřhra                             | €27 170  | €14 280   | €7 740        | €4 430         | €2 590    | —         | —      | —      |
| částka ve čtyřhře je uvedena na pár |          |           |               |                |           |           |        |        |

## Mužská dvouhra

### Nasazení
| Stát                          | Hráč               | ATP | Nasazení |
| ----------------------------- | ------------------ | --- | -------- |
| Francie                       | Lucas Pouille      | 11. | 1.       |
| Bosna a Hercegovina           | Damir Džumhur      | 31. | 2.       |
| Francie                       | Richard Gasquet    | 34. | 3.       |
| Kanada                        | Denis Shapovalov   | 45. | 4.       |
| Slovinsko                     | Aljaž Bedene       | 58. | 5.       |
| Maďarsko                      | Márton Fucsovics   | 59. | 6.       |
| Německo                       | Jan-Lennard Struff | 61. | 7.       |
| Itálie                        | Andreas Seppi      | 62. | 8.       |
| Žebříček ATP k 16. dubnu 2018 |                    |     |          |

### Jiné formy účasti
Následující hráči obdrželi divokou kartu do hlavní soutěže:
- Attila Balázs
- Alexandr Bublik
- Zsombor Piros

Následující hráči postoupili z kvalifikace:
- Matteo Berrettini
- Hubert Hurkacz
- Lorenzo Sonego
- Jürgen Zopp

Následující hráči postoupili z kvalifikace jako tzv. šťastní poražení:
- Marco Cecchinato
- Yannick Maden

### Odhlášení
před zahájením turnaje
- Laslo Djere → nahradil jej  Marco Cecchinato
- Alexandr Dolgopolov → nahradil jej  Denis Istomin
- Filip Krajinović → nahradil jej  John Millman
- Florian Mayer → nahradil jej  Yannick Maden
- Jiří Veselý → nahradil jej  Michail Južnyj

## Mužská čtyřhra

### Nasazení
| Stát                                                                     | Hráč             | Stát      | Hráč               | ATP | Nasazení |
| ------------------------------------------------------------------------ | ---------------- | --------- | ------------------ | --- | -------- |
| Chorvatsko                                                               | Nikola Mektić    | Rakousko  | Alexander Peya     | 61. | 1.       |
| Japonsko                                                                 | Ben McLachlan    | Německo   | Jan-Lennard Struff | 77. | 2.       |
| Bělorusko                                                                | Max Mirnyj       | Rakousko  | Philipp Oswald     | 77. | 3.       |
| Nizozemsko                                                               | Matwé Middelkoop | Argentina | Andrés Molteni     | 80. | 4.       |
| Žebříček ATP k 16. dubnu 2018; číslo je součtem umístění obou členů páru |                  |           |                    |     |          |

### Jiné formy účasti
Následující páry obdržely divokou kartu do hlavní soutěže:
- Attila Balázs /  Márton Fucsovics
- Marius Copil /  Florin Mergea

## Přehled finále

### Mužská dvouhra
- Marco Cecchinato vs.  John Millman, 7–5, 6–4

### Mužská čtyřhra
- Dominic Inglot /  Franko Škugor vs.  Matwé Middelkoop /  Andrés Molteni, 6–7(8–10), 6–1, [10–8]